# Pentria albobrunnea
Pentria albobrunnea är en insektsart som beskrevs av Evans 1972. Pentria albobrunnea ingår i släktet Pentria och familjen dvärgstritar. Inga underarter finns listade i Catalogue of Life.